# 青毛

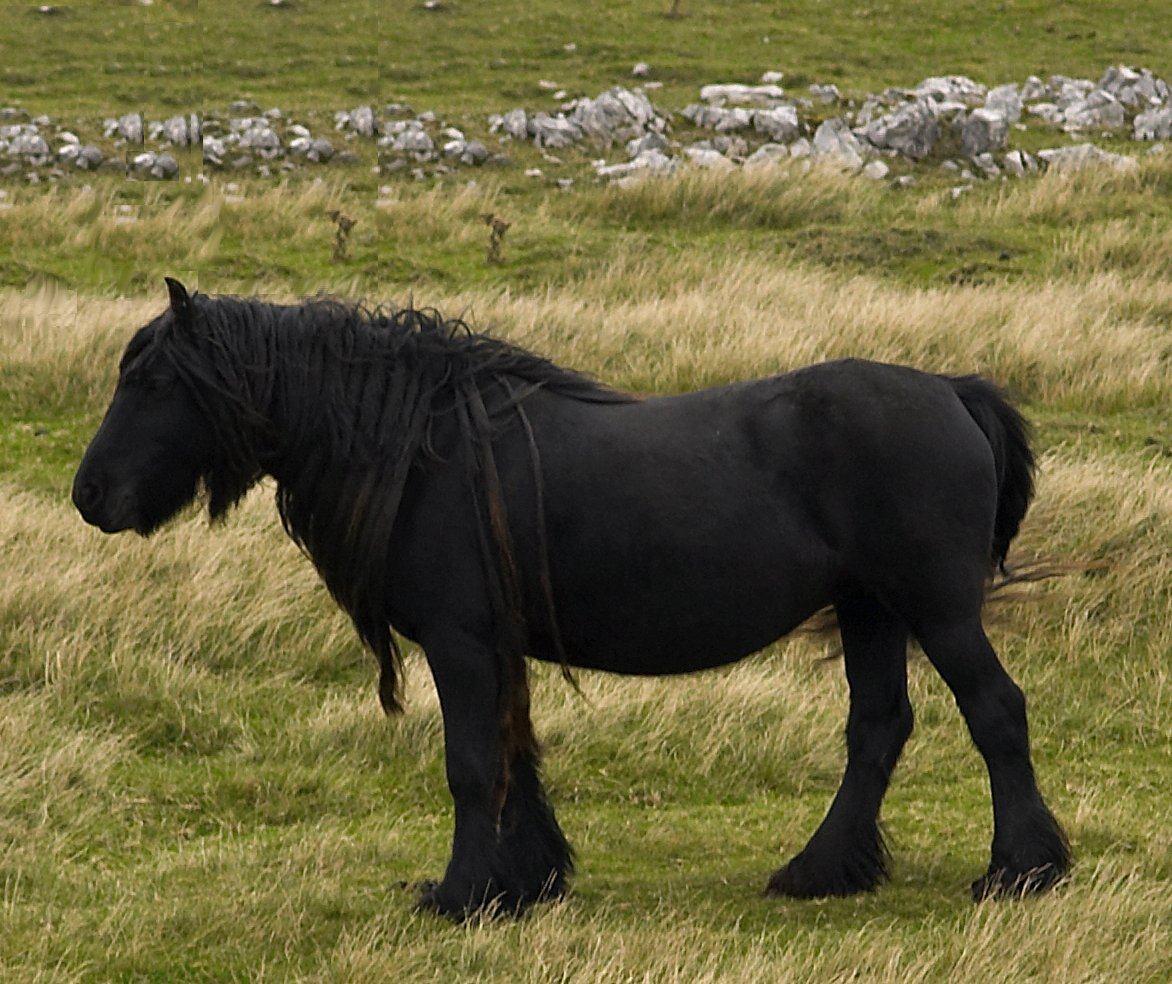
青毛の野生馬

青毛（あおげ、英: black、羅: niger、中: 黑）は、濃い青味を帯びている黒色の獣毛の毛色のこと。特に馬の毛色の1つとして知られ、一般に黒い肌と毛を持つ馬のこと、またはその状態そのものを指す。知られている毛色の中では最も黒い毛色である。

## 特徴
過剰な黒色メラニン（エウメラニン）による全身真っ黒、黒色の毛色が特徴である。ただし、長毛はやや茶色みを帯びることがあり、また白斑、白徴があるとその部分は他の毛色と同様白くなる。広い品種にみられる毛色だが、比較的珍しい。出現率はサラブレッドやクォーターホースで1%以下である。
間違いやすい毛色に青鹿毛があるが、青鹿毛は鼻や目の周り、臀部が茶色を帯びるのに対し、青毛はその部分も完全に黒いため見分けられる。黒鹿毛、栃栗毛などとも混同されやすい。

## 発現機構
この毛色の原因遺伝子は、変異型のアグーチシグナル蛋白（ASIP）遺伝子である。野生型ASIPは、黒色メラニン（エウメラニン）の合成を促進するメラニン細胞刺激ホルモン（MSH）を拮抗阻害し、メラニン細胞におけるメラニン合成のバランスを適切に保つ働きを持つ。
青毛では、2個あるASIPの何れも変異型（ホモ接合体）になっているため、ASIPが正常に働かず、メラニン細胞が黒色メラニンを活発に合成する。過剰に供給された黒色メラニンにより、全身が真っ黒になっている。
ASIP以外の毛色関連遺伝子は基本的に鹿毛と同じである。MSH受容体（MC1R）の機能が失われている栗毛系の毛色では、ASIP-MSHの制御が効かず、ASIPが野生型でも変異型でも毛色に影響を及ぼさないため。また、芦毛、白毛遺伝子を持つ場合はそちらの方が優先される。原毛色が青毛で、クリーム様希釈遺伝子（佐目毛遺伝子）を持つ場合、Smoky Cream（クリーム様希釈遺伝子がホモ）、Smoky Black（ヘテロ）という毛色になる。